# Billy McOwen
William McOwen, hay Billy McOwen, (1 tháng 4 năm 1871 - 1950) là cầu thủ bóng đá người Anh chơi cho Blackburn Rovers, Darwen và Liverpool.

## 1888-1889
Billy McOwen trở thành cầu thủ tiếp theo hỗ trợ Blackburn Rovers 'với cuộc khủng hoảng thủ môn giữa mùa giải của họ. Anh ấy đã ra mắt Football League vào ngày 12 tháng 1 năm 1889, tại Leamington Road, Blackburn", Preston North End. Trận đấu theo một nhà báo của tờ Gazette Gazette là "ly kỳ". Rovers đã làm tốt khi trong mỗi hiệp phải bám đuổi và có bàn gỡ hòa. McOwen đã làm tốt mục tiêu và thực hiện một số pha cứu bóng thông minh. Rovers suýt giành chiến thắng. Trận đấu kết thúc với tỷ số 2-2. McOwen đã giữ được mục tiêu trong 5 lần vào cuối mùa giải và giữ sạch lưới hai trận. Rovers kết thúc mùa giải ở vị trí thứ 4.

## Liverpool FC
McOwen gia nhập Liverpool vào tháng 7 năm 1892. The Blackburn Standard đã báo cáo vào ngày 30 tháng 7: Nhiều người ủng hộ Câu lạc bộ bóng đá Darwen sẽ hối hận khi biết rằng W McOwen, cựu thủ môn, đã cắt đứt mối quan hệ với câu lạc bộ. Cách đây một thời gian ban bộ phận đã mời Chalmers, thủ môn Middlesbrough về chơi và người ta nghĩ rằng câu lạc bộ sẽ giữ lại sự phục vụ anh tại Blackburn. Tuy vậy McOwen đã quyết định rời khỏi "Salmon Town" và ký hợp đồng với câu lạc bộ Liverpool. Người giám hộ nổi tiếng đã chính thức được ban bộ phận Darwen chuyển giao vào thứ hai tuần trước.
Anh đã chơi ở 23 trong số 28 trận đấu của đội ở mùa giải đó, vào cuối cùng Liverpool đã lên ngôi vô địch và thăng hạng lên First Division. Tuy nhiên McOwen đã không chơi cho đội nữa, anh thích tiếp tục sự nghiệp bằng việc hành nghề nha khoa bởi vì nó được trả lương cao hơn.